# Turn Off the Lights (extensie)
Turn Off the Lights is een browserextensie (oftwel uitbreiding) die alles op het scherm dimt, behalve de video die je in de browser bekijkt. De extensie is beschikbaar voor de meeste webbrowsers. De extensie ging live op 15 december 2009.